# Escuela Rabínica Beth HaTalmud
La Escuela Rabínica Beth HaTalmud, también llamada Bais HaTalmud, es una institución de educación superior ubicada en la sección Bensonhurst del barrio de Brooklyn, en la ciudad de Nueva York. En 2016, la principal asignatura de licenciatura en la escuela rabínica Beth Hatalmud fueron los estudios talmúdicos.

## Historia de la yeshivá
La academia rabínica fue fundada en 1950 por antiguos alumnos de la Yeshivá Mir de Bielorrusia que había sobrevivido al Holocausto judío. En el año 2017 se otorgaron varios títulos para los estudiantes de pregrado y posgrado en la escuela rabínica Beth Hatalmud.

## Estudios y matrícula
Bais HaTalmud tiene divisiones de pregrado y de posgrado. En la división de posgrado, los estudiantes eventualmente aprenden las materias que se estudian en la yeshivá, que se limitan a la jurisprudencia civil, y forman grupos de estudio donde aprenden otras partes del Talmud babilónico. La yeshivá capacita a los estudiantes en las habilidades requeridas para comprender, estudiar y dominar el Talmud y el considerable cuerpo doctrinal del pensamiento judío tradicional. La matrícula media de pregrado en la escuela rabínica Beth HaTalmud es de unos 8.500 dólares estadounidenses.

## Filosofía y valores
La filosofía de la yeshivá es hacer comprender a sus alumnos que el conocimiento es un medio para lograr un fin mayor. La academia ayuda a los estudiantes a construir una perspectiva global, extraída de los conceptos éticos y morales del judaísmo ortodoxo. La yeshivá debe orientar a sus estudiantes hacia un estilo de vida bueno y moral.